# بيير جوليو-كوري (عالم أحياء)
بيير جوليو-كوري (بالفرنسية: Pierre Joliot)‏ (و. 1932  م) هو عالم أحياء، وبروفيسور، ومدرس، وباحث، وكاتب، وعالم كيمياء حيوية فرنسي، ولد في الدائرة السادسة في باريس، هو عضوٌ في الأكاديمية الوطنية للعلوم (منذ 1979)، والأكاديمية الفرنسية للعلوم.

## مناصب
تولى منصب رئيس لجنة الأخلاق في المركز الوطني للبحث العلمي (CNRS) من 1998 إلى 2001.

## جوائز
حصل على جوائز منها:
- ميدالية المركز الوطني للبحث العلمي الذهبية (1982)[11]
- وسام جوقة الشرف من رتبة ضابط أكبر